# Руслан и Људмила
Руслан и Људмила (рус. Руслан и Людмила; Ruslan i Lyudmila) је прво велико дело руског књижевника Александра Пушкина. Дело је базирано на бајкама које је Пушкин чуо од своје дадиље. Објављено је 1820. године. Написано је у форми епске бајке и говори о отмици Људмиле, кћерке Владимира Великог, и храбром витезу који покушава да је спаси од злог чаробњака.

## Стварање дела
Стварање овог дела, Пушкин је започео 1817. године, још као ученик Царске гимназије. Дело је засновано на бајкама које је слушао као дете. Пре објављивања, 1820. године, Пушкин је био прогнан на југ Русије због својих политичких ставова које је исказао у својим другим делима, као у делу Ода Слободи.

## Адаптације
У периоду између 1837. и 1842. године, руски композитор Михаил Иванович Глинка је на основу овог Пушкиновог дела компоновао истоимену оперу.
1915. године је по узору на дело снимљен неми филм.
1972. године у Совјетском Савезу снимљен и други филм, у којем су главне улоге имали Валериј Козинец и Наталија Петрова.